# Isabel de Rocabertí i Soler
Isabel de Rocabertí i Soler, O.P. (řeholním jménem: Hipolyta od Ježíše; 22. ledna 1551 Barcelona – 6. srpna 1624 tamtéž) byla španělská řeholnice, dominikánka a mystička.

## Život
Narodila se 22. ledna 1551 jako nemanželská dcera vikomta Francesca Dalmau de Rocabertího. Byla vychována Àngelou Jerònimou Poch Codina, kterou považovala za svou matku.
Dne 30. září 1561 vstoupila podle přání rodiny do dominikánského kláštera Panny Marie Andělské. Dne 24. června 1569 složila své řeholní sliby. O tři měsíce později si přeborka kláštera přála, aby konala duchovní cvičení s velmi učeným duchovním otcem. Krátce na to byla jmenována novicmistrovou. Během svého života měla několik zjevení.
Byla velmi plodnou literární autorkou. Spisy seskupené do dvaceti čtyř svazků sestávají z biografických a autobiografických textů, biblických komentářů a duchovních pojednání, jakož i poezie. Svou autobiografii napsala v letech 1604–1615 na žádost svého zpovědníka Ramóna Samsóa. V autobiografii vydané jejím synovcem, valencijským arcibiskupem Juanem Tomásem de Rocabertím, se jeví jako pravověrná řeholnice odmítající hereze s dobrou znalostí latiny a patristiky se zvláštním sklonem k svatému Augustinovi. Ve svých spisech komentuje a vykládá biblické pasáže v latině a španělštině.
Zemřela 6. srpna 1624.

## Proces svatořečení
Proces byl zahájen v únoru 1671 na žádost jejího synovce Juana Tomáse de Rocabertí. Roku 1675 byl proces pozastaven, když si všimli možných souvislostí mezi jejími postoji a způsobem modlitby s kvietismem. Podezření padlo také na autenticitu zjevení a vidění, které mohly být projevy autosugesce.